# Keller, Texas
Keller är en ort i Tarrant County i Texas.  Vid 2010 års folkräkning hade Keller 39 627 invånare.